# مگس‌گیر بهشتی سیشلی
مگس‌گیر بهشتی سیشلی (نام علمی: Terpsiphone corvina) نام یک گونه از سرده مگس‌گیر بهشتی است.